# Beru

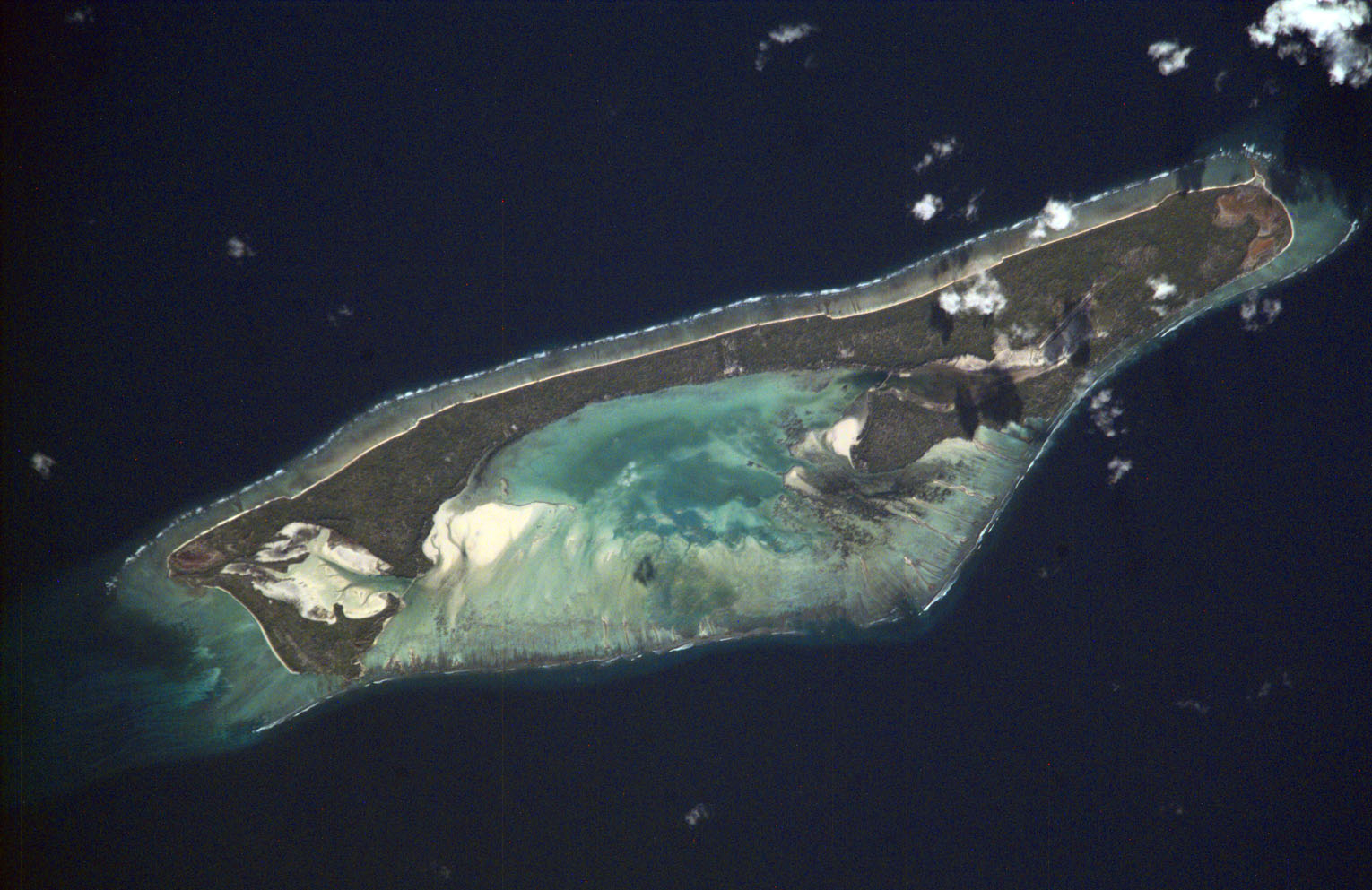
Beru

Beru é um atol localizado ao sul das Ilhas Gilbert, pertencentes a Kiribati. 
Tem cerca de 15 km de comprimento e 4.75 km de largura. O centro do recife é uma depressão pouco profunda, chamada Nuka. Localiza-se 96 km ao leste de Tabiteuea e 426 km ao sudeste de Tarawa.

## Aldeias
Rongorongo, Tabukinberu.